# Oscar Montelius
Oscar Montelius (Stockholm, 1843. szeptember 9. – Stockholm, 1921. november 4.) svéd történész és régész, a régészeti tipológia és a relatív kronológiai rendszer módszertani megteremtője.

## Élete
Az Uppsalai Egyetemen tanult, ahol 1869-ben végzett.
1917-ben lett a Svéd Akadémia tagja.

## Művei
- 1903 Die typologische Methode. München
- 1903 Die älteren Kulturperioden im Orient und in Europa. Stockholm
- 1906 Kulturgeschichte Schwedens. Von den ältesten Zeiten bis zum 11. Jahrhundert nach Christus. Leipzig
- 1913 Meisterstücke im Museum vaterländischer Altertümer zu Stockholm. Stockholm
- 1895–1910 La civilisation primitive en Italie depuis l'introduction des métaux. Stockholm